# П-Фенилендиамин
пара-Фенилендиамин — органическое соединение, ароматический диамин 1,4-C6H4(NH2)2.

## Получение и лабораторная очистка
Наиболее важные способы синтеза п-фенилендиамина основаны на реакциях гидрирования 4-нитроанилина и диазотировании анилина. В первом методе 4-хлорнитробензол аминируется аммиаком с образованием нитроанилина, который затем гидрируется на палладиевом катализаторе: 
Недостатком этого метода является неоптимальное соотношение изомеров в реакции получения исходного вещества: при нитровании хлорбензола соотношение орто- и пара-изомеров составляет 65:35.
Второй метод, разработанный DuPont, начинается с диазотирования анилина оксидами азота. Образующееся диазосоединение реагирует с избытком анилина, давая 1,3-дифенилтриазен, который в кислой среде перегруппировывается в 4-аминоазобензол. Последний затем каталитически расщепляется и гидрируется с образованием п-фенилендиамина и анилина. Анилин выделяют и используют в синтезе повторно:
Существует метод, в котором для синтеза п-фенилендиамина используется диметилтерефталат или отходы полиэтилентерефталата. При реакции этих соединений с аммиаком получается терефталамид, который затем хлорируют и обрабатывают гидроксидом натрия, и в результате перегруппировки Гофмана образуется п-фенилендиамин.
В лаборатории п-фенилендиамин очищают кристаллизацией из этанола или бензола и последующей сублимацией в вакууме. Вещество необходимо оберегать от солнечных лучей.

## Физические свойства
п-Фенилендиамин легко растворим в горячей воде, а также основны́х органических растворителях (спиртах, кетонах и эфирах). Поскольку он плохо растворим в холодной воде, его можно кристаллизовать из воды.

## Химические свойства
п-Фенилендиамин проявляет свойства типичного ароматического амина, например, действует в водных растворах как основание и образует устойчивые соли. На воздухе он быстро окисляется (быстрее, чем орто- и мета-изомеры). Окисление диоксидом марганца и дихроматом калия приводит к бензохинону. Если п-фенилендиамин окислять пероксидом водорода, то на первой стадии образуется п-бензохинондиимин, который реагирует с исходным диамином с образованием коричневого красителя — основания Бандровского (параазофенилена?). Этот диимин вступает в реакции и с другими ароматическими аминами и фенолами, давая ряд красителей. Реакции по аминогруппам включают диазотирование, алкилирование, ацилирование и др..

## Применение
п-Фенилендиамин применяется в производстве арамидных полимерных волокон (кевлар), которые используются для армирования шин, пластиков и в других приложениях, где необходимы высокая прочность и модуль упругости. По реакции п-фенилендиамина с фосгеном синтезируют п-фенилендиизоцианат — исходное сырьё для синтеза различных полиуретанов. Также п-фенилендиамин находит применение в синтезе красителей, в том числе красок для волос.
В фотографии — может использоваться как проявляющее вещество для мелкозернистого проявления, обычно вместе с другими проявляющими веществами. Проявление начинается при значении pH более 6,25. Также является цветным проявляющим веществом, но практически в этой роли не используется, так как не удовлетворяет требованиям, необходимым для получения качественного изображения; вместо этого применяются его производные, например: ЦПВ-1, ЦПВ-2.

## Токсичность
Токсические эффекты от вдыхания, наблюдаемые на животных, включают тремор, цианоз и сильное уменьшение веса. Вещество не обладает канцерогенным действием. Характерным свойством п-фенилендиамина является то, что в присутствии воздуха и влаги он весьма легко образует красители, поэтому предметы, контактировавшие с ним, будь то кожа, одежда или стены, окрашиваются в тёмно-синий цвет. Это свойство используется на производствах для обнаружения недостаточных гигиенических условий при работе с этим веществом.